# 路德維希·馮·科本茨爾
約翰·路德維希·約瑟夫·格拉夫·馮·科本茨爾伯爵（德語：Johann Ludwig Joseph Graf von Cobenzl，1753年11月21日—1809年2月22日）是一名奧地利外交官和政治人物。
馮·科本茨爾於1753年出生於布魯塞爾，是奧屬荷蘭瑪麗亞·特蕾莎皇后的全權大臣約翰·卡爾·菲利普·馮·科本茨爾伯爵十個孩子中的一個。他的姐夫第三代貝勒爾侯爵弗朗索瓦三世·馬克西米利安·德拉沃西恩在康布雷被送上斷頭台處決。他還是外交官菲利普·格拉夫·馮·科本茨爾的表弟，也是文澤爾·安東·馮·考尼茨的門生。1779年，他成為駐聖彼得堡公使。
1795年，在第三次瓜分波蘭期間，他為哈布斯堡君主國談判了一大片在第二次瓜分波蘭中空出的土地。
1800年，他在巴黎為結束第二次反法同盟進行了談判。由於不知道一周前簽署的《特雷維索停戰協定》，他於1801年1月26日將曼托瓦投降給法國人。他於2月9日簽署《呂內維爾條約》。1801年，他成為哈布斯堡君主國的外交部長。因此，他承認了拿破崙的皇室頭銜。1805年，奧地利帝國參加第三次反法同盟，並在奧斯特利茨戰役中被擊敗，導致科本茨爾於該年下台。
科本茨爾是光明會的成員，名字叫亞利安（Arrian）。科本茨爾於1809年2月22日在維也納逝世，享年55歲。

## 外部連結
- Cobenzl, Ludwig (ADB) （页面存档备份，存于）, at deutsche-biographie.de (in German)
- Cobenzl （页面存档备份，存于） at viaf.org